# Lingua kallawaya
La lingua kallawaya, detto anche Callahuaya o Callawalla, è una lingua mista e in pericolo parlata in Bolivia. È parlato dal Kallawaya, un gruppo di guaritori itineranti tradizionali delle Ande.

## Caratteristiche
Il Kallawaya è una lingua mista. La sua morfologia è basata parzialmente quechua, ma la maggior parte delle sue parole trae le sue origini da radici sconosciute o dall'estinta lingua puquina, abbandonata in favore di quechua, aymara e spagnolo.
Kallawaya è anche una lingua segreta, passata solo da padre in figlio, o nonno da nipote, o raramente da figlie se un praticante non ha figli. Non è usato nel normale dialogo familiare. Sebbene il suo uso sia principalmente rituale, usato segretamente per gli uomini iniziati, Kallawaya potrebbe essere una parte della conversazione quotidiana tra chi ha familiarità con esso.
Il Kallawaya è stato uno dei soggetti del film documentario del 2008 I linguisti, di Ironbound Films, in cui due linguisti hanno tentato di documentare diverse lingue in pericolo.
I boliviani si riferiscono alla regione in cui gli oratori vivono come "Qollahuayas", che significa "luogo delle medicine", perché i Kallawaya sono famosi erboristi. Poiché trattano o curano con piante, minerali, prodotti animali e rituali, i contadini si riferiscono agli oratori come "Qolla kapachayuh", che significa "signori della borsa della medicina".